# Adeyto
Adeyto (también conocida como Adeyto Rex Angeli y Laura Windrath, 3 de diciembre de 1976) es una cantautora, actriz, fotógrafa, profesora universitaria y diseñadora de moda francesa radicada en Japón.

## Biografía
Adeyto nació en Estrasburgo, Francia, hija de un padre alemán y de una madre francesa. Inició en el mundo de la actuación a la edad de 8 años. Se trasladó a Japón en 1998 donde continuó con su carrera en la actuación apareciendo en películas, series de televisión y programas de variedad. En el año 2003 interpretó a Marilyn Monroe en la película Get Up!
Adeyto ha lanzado vídeos musicales, incluyendo Greed (2007) End of the Word, The Mortal y The Bridge (todos en 2006). También fue la cantante y compositora líder de una banda llamada Genetic Sovereign, con sede en Tokio, que grabó los álbumes Luminary en 2004 y Tempus Aurum en 2005. Su álbum solista Adeyto - Temptation de l'Ange fue lanzado por AVEX Trax en noviembre de 2008.

## Filmografía
- Meoto Manzai (2001)
- Hi wa mata noboru (2002)
- Returner (2002)
- College of Our Lives (2003)
- Get Up! (2003)
- Umizaru (2004)
- Peanuts (2006)
- Die Silbermaske (2006)
- Sushi King Goes to New York (2008)
- Detroit Metal City (2008)
- Japan in a day (2013)